# Pandemia de COVID-19 en Omán
La pandemia del COVID-19 en Omán es parte de la pandemia de la enfermedad por coronavirus 2019 (COVID-19) causada por el síndrome respiratorio agudo severo coronavirus 2 (SARS-CoV-2). Se confirmó que el virus se había propagado a Omán el 24 de febrero de 2020, tras el retorno de dos ciudadanos desde Irán. En un comienzo, la mayoría de los casos se dio en la comunidad de extranjeros que trabajan en el país. Sin embargo, para julio de 2020, al cuarto mes del comienzo de la pandemia de COVID-19 en Omán, la mayoría de los casos y fallecimientos se habían dado entre los ciudadanos del país.
Hasta el 8 de marzo de 2022, se contabiliza la cifra de 385,513 casos confirmados, 4,249 fallecidos y 376,019 recuperados del virus.

## Antecedentes
El 12 de enero de 2020, la Organización Mundial de la Salud (OMS) confirmó que un nuevo coronavirus fue la causa de una enfermedad respiratoria en un grupo de personas en la ciudad de Wuhan, provincia de Hubei, China, que se informó a la OMS el 31 de diciembre de 2019. La tasa de letalidad por COVID-19 ha sido mucho más baja que el SARS de 2003, pero la transmisión ha sido significativamente mayor, con un número total de muertes significativas.

Número de casos (azul) y número de fallecidos (rojo) en una escala logarítmica.